# 曲承美
曲 承美（きょく しょうび、生没年不詳）は、五代十国時代の静海軍節度使。

## 生涯
貞明3年（917年）に父の曲顥が死去すると静海軍節度使を継ぎ、後梁からその地位を認められた。かねてから交趾を欲していた南漢の高祖劉龑は曲承美に臣従するように迫ったが、曲承美は南漢を「偽廷」と罵って拒否したため、劉龑の怒りを買った。
長興元年（930年）、李守鄘・梁克貞ら率いる南漢軍に交趾を攻撃され、敗れた。捕らえられた曲承美は広州に連行されて、劉龑の前に引き出された。平伏する曲承美に対して劉龑はその罪を許した。劉龑は李進を交州刺史に任じて交趾をその支配下に置いた。